# Acanthoscelides cajanae
Acanthoscelides cajanae là một loài bọ cánh cứng trong họ Bruchidae. Loài này được Kingsolver miêu tả khoa học năm 1987.